# 8 Kujawsko-Pomorska Brygada Obrony Terytorialnej
8 Kujawsko-Pomorska Brygada Obrony Terytorialnej im. gen. bryg. Elżbiety Zawackiej, ps. „Zo” (8 K-PBOT) – związek taktyczny Wojsk Obrony Terytorialnej Wojska Polskiego. Docelowo jednostka ma osiągnąć liczebność 2,5 tys. żołnierzy, w końcu lata 2020 liczyła ponad 1300 żołnierzy.

## Struktura organizacyjna
Struktura w 2019:
- Dowództwo Brygady - Bydgoszcz[4][5]
- 8 kompania dowodzenia
- pluton ogniowy
- 8 kompania logistyczna
- 8 kompania saperów
- 81 batalion lekkiej piechoty - Toruń
- 82 batalion lekkiej piechoty - Inowrocław
- 83 batalion lekkiej piechoty - Grudziądz
- 84 batalion lekkiej piechoty - Włocławek

Insygnia
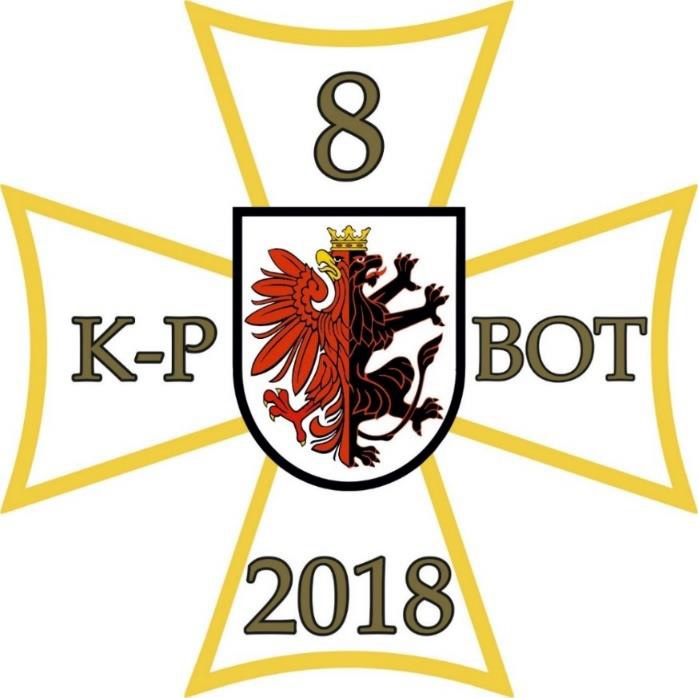
Odznaka pamiątkowa
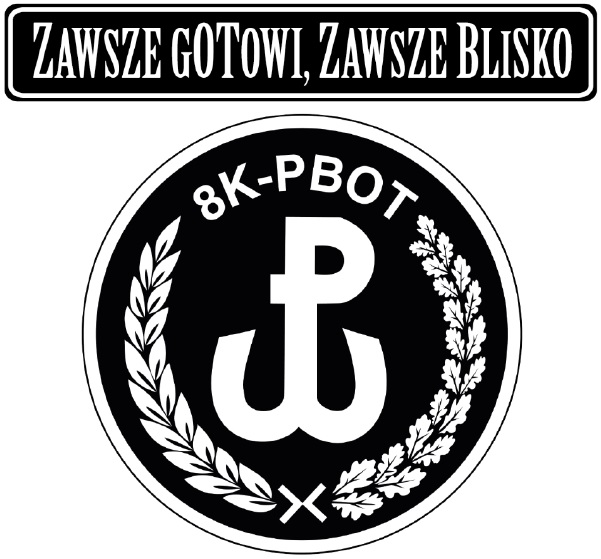
Oznaka rozpoznawcza na mundur wyjściowy
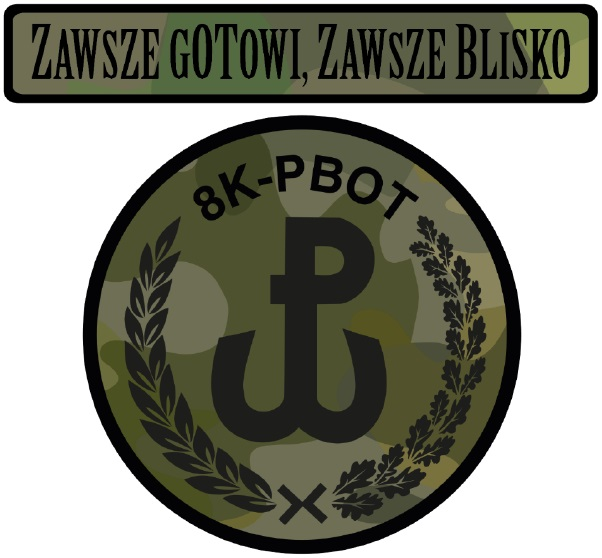
Oznaka rozpoznawcza na mundur polowy

## Dowódcy brygady
- płk Krzysztof Stańczyk (2018–2023)[3]
- płk Marcin Dojaś (2023–obecnie)[6]